# سکام (رضوانشهر)
سکام یک منطقهٔ مسکونی در ایران است که در دهستان خوشابر واقع شده‌است. سکام  ۴۱۷ نفر جمعیت دارد.